# Villains (Buffy the Vampire Slayer)
Villains es el vigésimo episodio de la sexta temporada de la serie de televisión Buffy the Vampire Slayer.

## Argumento
Una ambulancia se acerca a casa de Buffy (Sarah Michelle Gellar), quien tiene el pulso muy débil. Willow (Alyson Hannigan) abraza el cuerpo de Tara con fuerza, llorando y rogándole que se levante. La habitación se oscurece, igual que los ojos de Willow. Ordena a Osiris que la traiga de vuelta, pero ha sido por causas naturales y no puede intervenir; Willow no lo acepta y lanzando un grito acompañado de poder aparta al dios, y le pregunta a Xander (Nicholas Brendon) cómo ha pasado, pero éste se aleja de allí.
Warren (Adam Busch) entra en un bar de demonios diciendo que ha matado a la Cazadora, pero en las noticias hablan de que sobrevivió y que está en el hospital. Willow entra a la tienda de magia, y extiende sus manos sobre las páginas de unos libros de magia negra. Las palabras empiezan a desaparecer y subir por sus brazos. Dawn (Michelle Trachtenberg) encuentra el cuerpo de Tara. Warren, asustado, acude a Rack (Jeff Kober), quien le advierte que debería preocuparse por la bruja. Alguien ha muerto y esa es la razón por la que quiere su cabeza.
En el hospital, el corazón de Buffy ha dejado de latir pero Willow logra extraer la bala. Quiere encontrar a Warren y Xander conduce por una carretera en medio del desierto. Buffy habla con ella. Quieren llevarlo a la cárcel, pero encuentran un robot en el autobús que perseguían. Willow les dice que disparó a Tara y que está decidida a matarlos. Buffy lleva a Dawn a la cripta de Spike, pero se queda con Clem. El vampiro está caminando a través de una tribu en una zona africana, en una cueva habla con un demonio.
Anya puede encontrar a Willow, quien puede sentir su necesidad de venganza. Está persiguiendo a Warren por el bosque. Le atrapa y extiende su mano, deja la bala que le extrajo a Buffy suspendida en el aire y se la introduce lentamente en su pecho. Buffy, Anya y Xander llegan hasta ellos pero ya es demasiado tarde. Willow le ha despellejado vivo. 

### Análisis del episodio
En Televised Morality, Gregory Stevenson utiliza este episodio para apoyar su afirmación de que Buffy se rinde a la autoridad, siempre y cuando no entre en conflicto con su responsabilidad moral como Cazadora.[cita requerida] Warren Mears es humano, y mató a Tara con un arma; así que desde la perspectiva de Buffy debería ser castigado por el sistema judicial. Cuando Xander sostiene que el sistema judicial es ineficaz y deficiente, Buffy dice, «no podemos controlar el universo.» A pesar del discurso moral de Buffy, Xander, Dawn y Anya mantienen que Warren debería ser asesinado por sus crímenes, y después apoyan en silencio a Willow en su decisión de matar a Warren.

## Reparto

### Personajes principales
- Sarah Michelle Gellar como Buffy Summers.
- Nicholas Brendon como Xander Harris.
- Alyson Hannigan como Willow Rosenberg.
- Emma Caulfield como Anya Jenkins.
- Michelle Trachtenberg como Dawn Summers.
- James Marsters como Spike.

### Apariciones especiales
- Amber Benson como Tara Maclay.
- Danny Strong  como Jonathan Levinson.
- Adam Busch como Warren Mears.
- Tom Lenk como Andrew Wells.

### Personajes secundarios
- Jeff Kober como Rack.
- Amelinda Embry como Katrina Silber.
- James C. Leary como Clem.
- Steven W. Bailey como Demonio en la cueva.
- Tim Hodgin como Juez de instrucción.
- Michael Matthys como Paramédico.
- Julie Hermelin como Funcionario.
- Alan Henry Brown como Demonio camarero.
- Mueen J. Ahmad como Doctor.
- Jane Cho como Enfermera #1.
- Meredith Cross como Enfermera #2.
- David Adefeso como Paramédico #2.
- Jeffrey Nicholas Brown como Vampiro.
- Nelson Frederick como Ciudadano.

## Producción